# トップ100メヒコ
トップ100メヒコ（スペイン語: Top 100 México）は、メキシコで販売されるアルバムの6割をカバーする音楽チャート。これはメキシコの主要レコード小売店の協力を得たものであり、メキシコ音楽映像事業者協会によって2005年から週単位で発表されている。トップ100メヒコは、国内で販売されている100以上のタイトルがエントリーしており、ポピュラー音楽ジャンル（ノルテーニョ (norteño)、バンダ (banda)、ランチェラ (ranchera) 、スペイン語・英語の各アルバム）のチャートでは20位までが発表される。
2005年にメキシコで最も売れたアルバムは、テレビドラマ『レベルデ』の主要キャスト（彼らは後にバンド RBD を結成した）が録音したサウンドトラックであり、これはアメリカ合衆国でも 416,000 枚を売り上げ、その年のビルボード・ラテン音楽賞のポップ・アルバム部門に選ばれた。ユリディアの "La Voz de un Ángel" は2006年で最も売れたアルバムであり（2005年でも5位、2007年でも52位）、1996年のルイス・ミゲル以来となるダイアモンドディスクとなった。スペインのミュージシャンであるミゲル・ボセの "Papito" は2007年に最も売れたアルバムとなり、その年のOye!賞を受賞し、ラテン・グラミー賞の4部門でノミネートされた。
ヴィセンテ・フェルナンデスの79枚目のスタジオ・アルバムとなる "Para Siempre" は2008年にメキシコで最も売れたアルバムとなり、また合衆国において2000-2009年の十年間に最も売れたメキシコ地域アルバム (Regional-Mexican album) となった。メキシコのバンドであるカミーラのセカンド・アルバム "Dejarte de Amar" は発売初日にゴールドディスクを達成し、同国で2010年に最も売れたレコードとなった。